# Josefine Öqvist
Josefine Öqvist, nascida em 1983, em Uppsala é uma ex-futebolista sueca, que atua como avançada. . 

## Carreira
Josefine Öqvist fez parte do elenco da Seleção Sueca de Futebol Feminino, nas Olimpíadas de 2004 e 2008. 

## Títulos
- Campeonato Sueco de Futebol Feminino: 2009, 2012
- Copa do Mundo de Futebol Feminino de 2003 – Vice-campeã